# Anas capensis
La cerceta de El Cabo o cerceta del Cabo (Anas capensis) es una especie de ave anseriforme de la familia Anatidae ampliamente distribuida por los humedales del África subsahariana.
Mide de 40 a 50 cm de largo. Es una especie esencialmente no migratoria, aunque se mueve oportunistamente con las lluvias. Como muchos patos del sur, los sexos son similares. Es muy pálido y principalmente grisáceo, con un dorso más pardo y rosáceo en el pico (los jóvenes no tienen rosado). Su número no sobrepasa los dos mil ejemplares.[cita requerida]
Comen plantas acuáticas y pequeñas criaturas obtenidas por chapoteo en el agua. Su nido está en tierra bajo vegetación, y cerca del agua. Es generalmente muy quieta, excepto durante la temporada de apareo. El macho por reproducirse reclama con un claro silbido, mientras la hembra tiene un quejumbroso "cuac".
Esta es una de las especies donde se aplica el Acuerdo de Conservación de aves acuáticas migratorias africanas-eurasiáticas (AEWA).